# Trenitalia France
Trenitalia France SASU ist die französische Tochtergesellschaft der italienischen Staatsbahn Trenitalia, die seit Dezember 2021 eine neue Verbindung zwischen Italien und Frankreich mit dem Hochgeschwindigkeitszug Frecciarossa 1000 anbietet und im Wettbewerb mit dem TGV der SNCF steht.

## Geschichte

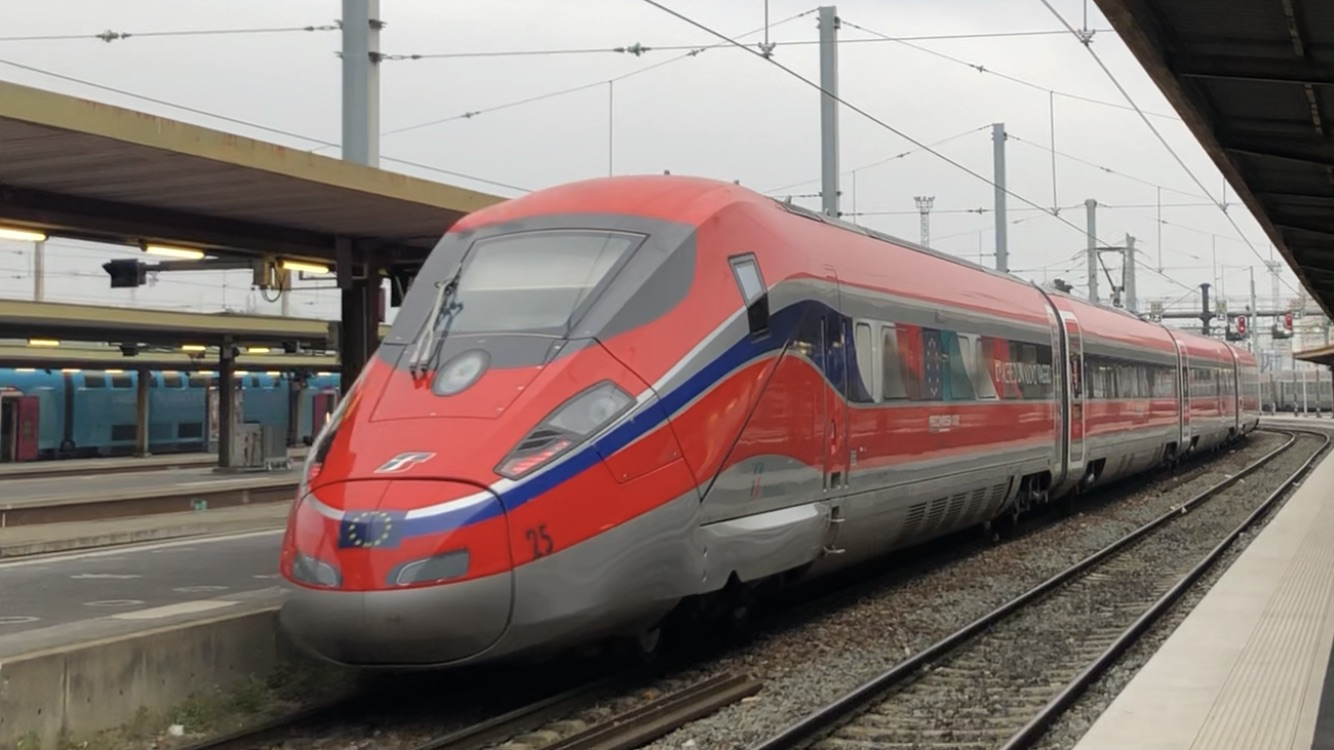
Frecciarossa 1000

Nachdem der Markt für internationale Fernverkehrsverbindungen in Frankreich ab 2009 liberalisiert worden war, war Trenitalia 2011 – damals unter dem Namen Thello – das erste Unternehmen, das die Konkurrenz im Schienenpersonenfernverkehr mit der einheimischen SNCF aufnahm. Thello betrieb bis Ende Juni 2021 Expresszüge zwischen Frankreich und Italien; die Nachtverbindungen wurden COVID-bedingt im März 2020 eingestellt.
Am 18. Dezember 2021 startete das Unternehmen nach seiner Umfirmierung in Trenitalia France einen Hochgeschwindigkeitsverkehr auf der Verbindung Paris–Lyon–Turin–Mailand. 2022 und 2025 wurde das Angebot um Binnenrelationen innerhalb Frankreichs ergänzt.

## Angebot
Seit Dezember 2021 werden zwei tägliche Verbindungen von Paris-Gare-de-Lyon über Lyon-Part-Dieu nach Mailand Centrale und der Gegenrichtung angeboten.
2022 erweiterte Trenitalia France sein Angebot um drei tägliche Zugpaare von Paris Gare-de-Lyon nach Lyon-Perrache (via Lyon-Part-Dieu). Das Angebot wurde mit einer aggressiven Preispolitik und größerer Differenzierung durch vier verschiedene Komfortklassen gegenüber dem Angebot der SNCF mit seinen 24 täglichen Verbindungen zwischen Paris und Lyon positioniert. Im ersten Jahr wurde eine Auslastung von 70 Prozent erreicht.
Seit 15. Juni 2025 führt Trenitalia France vier tägliche Fahrtenpaare zwischen Paris und Marseille.